# Stadtbahn de Berlin
La Stadtbahn de Berlin [ˈʃtatˌbaːn]  (« ligne municipale de Berlin ») est une ligne de chemin de fer de 12 kilomètres qui traverse le centre de Berlin d'est en ouest. Il commence à la gare de Charlottenbourg et traverse notamment les gares de Zoologischer Garten, la gare Centrale (Hauptbahnhof), Friedrichstraße, Alexanderplatz et la gare de l'Est (Ostbahnhof).

## Tracé
Le Stadtbahn est une voie ferrée majoritairement aérienne, avec 8 kilomètres de viaducs murés (et - à l'origine - 731 arches de pierre), 2 kilomètres d'arches métalliques et les 12 kilomètres restants en remblai, avec ou sans garniture. Il y a 64 ponts sur la ligne. Les traverses horizontales (système Haarman) posées originellement furent remplacées au début du XXe siècle par des traverses classiques, transversales.

### Stations desservies
| PK   | Nom                                   | Ancien nom | Mise en service |
| ---- | ------------------------------------- | --- | --------------- |
| 0    | Gare de l'Est (Ostbahnhof)            | (1842 – 1881) Gare de Francfort (Frankfurter Bahnhof) (1881 – 1950) Gare de Silésie (Schlesischer Bahnhof) (1987 – 1998) Gare centrale (Hauptbahnhof) | 1842            |
| 1,1  | Jannowitzbrücke                       | — | 1882            |
| 2,2  | Alexanderplatz                        | — | 1882            |
| 2,9  | Hackescher Markt                      | (1882 – 1951) Bourse (Börse) (1951 – 1992) Marx-Engels-Platz                                                                                          | 1882            |
| 4,0  | Friedrichstraße                       | — | 1882            |
| 5,4  | Gare centrale (Berlin Hauptbahnhof)   | Remplace la gare de Lehrte (Lehrter Stadtbahnhof) | 1882 – 2006     |
| 7,1  | Bellevue                              | — | 1882            |
| 8,2  | Tiergarten                            | — | 1885            |
| 9,0  | Zoologischer Garten (« Bahnhof Zoo ») | — | 1882            |
| 10,0 | Savignyplatz (de)                     | — | 1896            |
| 11,2 | Charlottenbourg (Charlottenburg)      | — | 1882            |

## Histoire

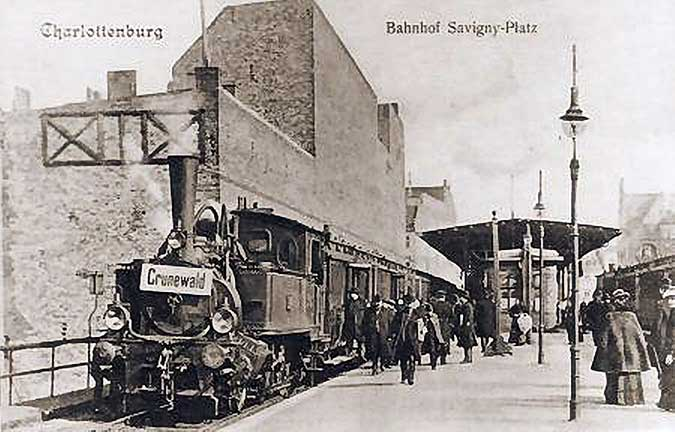
La station de Savignyplatz avec une Locomotive de type T2

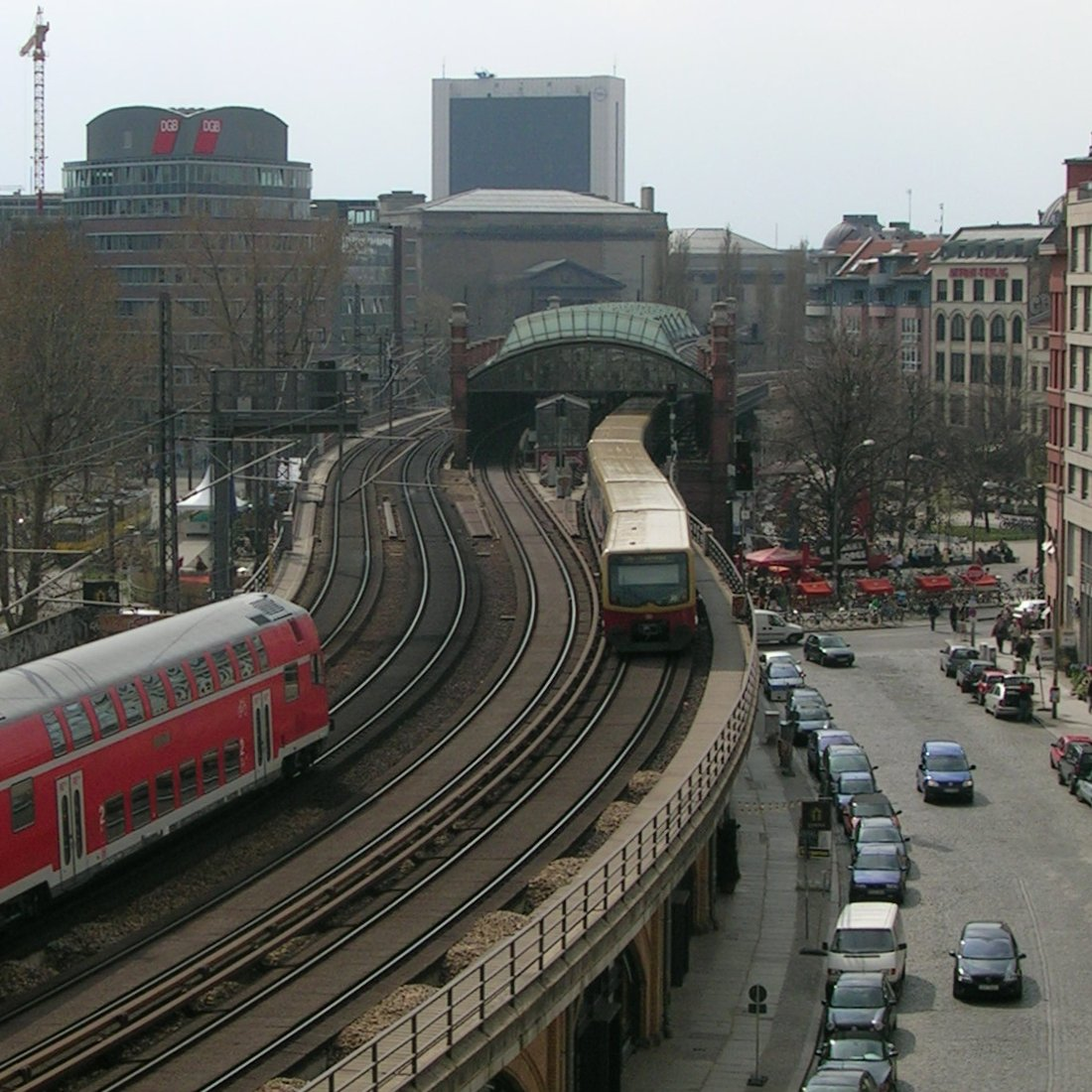
Vue sur la station d'Hackescher Markt, 2006

### Origine
Il y avait vers 1870 huit principales lignes de train à Berlin. Chacune possédait sa propre gare terminus à la frontière ou en dehors de la ville. Cela contraignait de nombreux voyageurs à de constants changements en fiacre entre les différentes stations. On planifia alors la construction d'un chemin de fer pour relier les différentes stations entre elles. En 1872, la Société allemande de construction ferroviaire (Deutsche Eisenbahnbaugesellschaft ou DE) prit en charge son édification entre la gare de Francfort (Frankfurter Bahnhof) et Potsdam, en passant par Charlottenburg. En décembre 1873, l'État de Prusse et les sociétés ferroviaires privées de Berlin-Potsdam, Magdeburg-Halberstädte et Berlin-Hambourg rejoignirent le projet et fondèrent avec la DE la « Société berlinoise de transports ferrés urbains » (Berliner Stadteisenbahngesellschaft). À la suite des nombreuses erreurs de la DE, l'État prit en charge la construction et le service, avec un financement conjoint des différentes entreprises participantes. Cet engagement de la Prusse avait des raisons militaires, l'armée ayant saisi l'intérêt d'une telle construction pour le transport de ses troupes.
La construction commença en 1875. Le 15 juillet 1878, le chantier fut réceptionné par la « direction royale du chemin de fer de Berlin », sous la direction de Ernst Dircksen (de). Cette direction dépendait dans un premier temps du ministère du Commerce, puis du ministère des Travaux publics. Le Stadtbahn fut ouvert le 7 février 1882 au trafic urbain et le 15 mai de la même année pour les grandes lignes. La construction a coûté 8 millions de Deutsche Mark par kilomètre.
Le tracé de la ligne n'était pas seulement déterminé par la position des gares terminus mais aussi selon la disponibilité de certains tronçons existants. Par exemple, on utilisa des restes de la fortification du XVIIe siècle de la ville entre les stations actuelles Hackescher Markt et Jannowitzbrücke. Ceci explique le tracé sinueux de la Stadtbahn, notamment entre les stations Alexanderplatz et Jannowitzbrücke. Le tracé prévu initialement (le long de la Leipziger Straße) fut alors abandonné. À l'Est, la ligne fut connectée à la gare de Francfort, ancienne gare terminus ainsi transformée en gare de passage. Avec l'ouverture du Stadtbahn, la gare de l'Est fut fermée et son trafic transféré vers la gare de Francfort (renommée gare de Silésie). À l'Ouest, la ligne de Berlin à Blankenheim, à l'origine connectée au Ringbahn de Berlin, fut prolongée jusqu'à la gare de Charlottenburg.
Chacune des deux voies devait servir au transport des personnes et des marchandises. Mais l'expérience des métros de Londres et de New York montra qu'il fallait donner la priorité au transport des personnes ; ainsi la Stadtbahn ne devint plus qu'une liaison entre les différentes gares terminus, une connexion au Ringbahn de Berlin et aux liaisons de banlieues. Plus tard, le S-Bahn de Berlin a utilisé cette voie.
La mise en service de la ligne entraina une réorganisation du réseau de chemins de fer berlinois : fermeture de la gare de l'Est au profit de la gare de Francfort en 1882 et fermeture de la gare de Hambourg au profit de la gare de Lehrte, desservie par le Stadtbahn, en 1884.
Afin de créer une connexion avec le Ringbahn, le Stadtbahn fut le 1er mai 1888 étendu à l'est jusqu'à la gare de Stralau-Rummelsburg (aujourd'hui Ostkreuz) et à l'ouest jusqu'à la gare de Berlin-Westend.
Le 5 janvier 1885, on ajouta la gare de Tiergarten (entre celles de Zoologischer Garten et Bellevue) et le 1er août 1896 la gare de Savignyplatz (de) (entre celles de Charlottenburg et Zoologischer Garten).

### Trains de banlieue
Les trains qui desservent actuellement les banlieues et le Ringbahn de Berlin utilisaient au début des locomotives à cylindres extérieurs. Les chaudières fonctionnaient au coke, pour limiter la fumée. Les voyageurs devaient ouvrir eux-mêmes les voitures, arrangés selon le système de coupé: les portières étaient latérales et les compartiments ne communiquaient pas entre eux. On n'annonçait pas les stations. Le service durait de 4 heures du matin à 1 heure du soir. Les rames avaient neuf voitures, et circulaient, pendant la journée, toutes les deux, trois ou cinq minutes. Un trajet coûtait au début du XXe siècle 10 pfennigs pour la troisième classe, et 15 pour la deuxième.

### Transport de marchandises
Sept trains assuraient le transport des marchandises jusqu'au marché central sur l'Alexanderplatz : quatre la nuit, deux le jour et un en soirée. En parallèle, le trafic habituel des marchandises se déroulait sur le système de voies séparées en direction de Charlottenburg, Moabit, Wedding, Frankfurter Allee, Rixdorf, Tempelhof, Wilmersdorf-Friedenau et Halensee.

### Grandes lignes
Les premières années, beaucoup de trains qui s'arrêtaient auparavant à la gare de Lehrte, la gare de Görlitz ou la gare de Potsdam eurent accès au Stadtbahn, ce qui permit d'étendre le trafic des autres stations terminus.
Jusqu'à la fin du XIXe siècle, la plupart des trains devaient être entreposés dans les vieilles stations terminus, à cause de la forte expansion du trafic ferroviaire, et en partie à cause de la construction de voies séparées entre les grandes lignes et le trafic de banlieue.
Ainsi circulaient sur le Stadtbahn les trains rapides vers Hanovre et Cologne sur la Ligne de Berlin à Lehrte, les trains de la ligne de Berlin à Blankenheim (le premier tronçon de l'ancienne ligne des canons vers Metz) vers Dessau, les trains de la ligne de Prusse-Orientale vers Königsberg et Dantzig et les trains en direction de Francfort-sur-l'Oder-Posen et Breslau-Kattowitz. Plus tard s'ajoutèrent les lignes de banlieue de Spandau et Strausberg, qui roulèrent sur les voies des grandes lignes jusqu'en 1928.
Les trains en direction de l'ouest partaient de la gare de Silésie (Schlesicher Bahnhof), et de l'est de Charlottenburg. Il y avait en conséquence un grand dépôt des locomotives et un garage de wagons entre Rummelsburg et Grunewald.

### Première rénovation
À partir de 1914 la station de Friedrichstraße fut rénovée, les voies pour les grandes lignes furent élargies, le hall reconstruit dans sa configuration actuelle. De 1922 à 1932 on aborda d'importants travaux sur les viaducs, qui devaient supporter des trains de plus en plus lourds. On reconstruisit également les halls de la gare d'Alexanderplatz et la hall nord de la gare de Silésie, de même qu'on rehaussa les voies vers Bellevue de 96 centimètres.
On installa entre 1934 et 1940 dans la gare de Zoologischer Garten une deuxième voie pour les grandes lignes et un nouveau hall, qui fut vitré dans les années 1950.

### Arrivée du S-Bahn
Le 11 juin 1928, on électrifia par troisième rail le Stadtbahn de Potsdam à Erkner. On ajouta une douzaine de trains électriques en vue du projet d'installation du S-Bahn, au milieu des trains à vapeur. En novembre 1928, on avait déjà électrifié toutes les voies entre Kaulsdorf, Spandau, Grünau et le Ring. On transféra le trafic de Spandau sur les voies de la ville. Les derniers trains à vapeur disparurent au début de 1929, quand le Ring fut totalement électrifié.

### L'après-guerre
Le Stadtbahn fut détruit pendant la Seconde Guerre mondiale, mais fut reconstruit très rapidement. L'écartement des voies fut néanmoins élargi en 1945 à 1524 millimètres pour se mettre en conformité avec la norme en vigueur en URSS. Peu de trains circulaient dans la zone ouest, quelques trains de l'est s'arrêtaient sur le Stadtbahn.
Pendant le blocus de Berlin, le trafic s'arrêta presque totalement. Entretemps on avait pourtant rétabli le S-Bahn. Il devait atteindre  Königs Wusterhausen, Strausberg-Nord, Staaken (de) et Falkensee.
Alors que le 18 mai toutes les stations terminus de Berlin, et les gares de grandes lignes de l'ouest, étaient fermées, la station Zoologischer Garten restait la seule de Berlin-Ouest. Le dernier train de la RDA circula en 1953 sur le Stadtbahn.

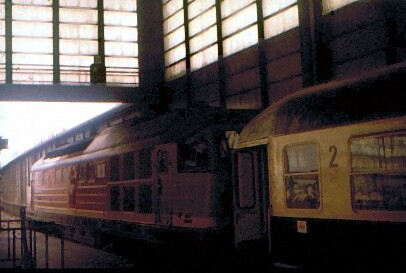
train de transit à la gare Zoologischer Garten, 1976

Après la construction du Mur de Berlin en 1961, la gare du Zoo (à l'ouest) et la gare de l'Est devinrent "gares principales". La gare de Friedrichstraße, à la frontière entre Berlin-Est et Berlin-ouest était un terminus pour les voies séparées de S-Bahn vers les deux parties de la ville, comme les trains "inter zones" entre la RDA et la RFA. En conséquence, cette gare était séparée elle-même par un mur, et constituait un point de passage de l'ouest vers l'est. Les trains circulant entre Zoologischer Garten et la gare de l'Est n'assuraient que les lignes internationales, par exemple de Paris à Varsovie. À partir de 1962, il y avait des trains de transport pour la Scandinavie (vers Copenhague, Stockholm), des autorails rapides Vindobona vers Vienne, et plus tard des voitures directes.

### Deuxième rénovation
Après la prise en charge des S-Bahn à Berlin-Ouest à la suite de la grève des cheminots de 1980, qui concernait aussi le trafic de transit, on commença le 9 janvier 1984 des négociations avec la RDA pour la rénovation du Stadtbahn à Berlin-Ouest et la modernisation de Bahnhof Zoo. On entreprit les mêmes travaux à Berlin-Est, à l'occasion desquels l'Ostbahnhof fut rénovée. En arrière-plan se dessinait le 750e anniversaire de Berlin en 1987.

### Chute du mur
Avec la chute du Mur de Berlin commença une nouvelle période de prospérité pour le Stadtbahn. En 1990 circula le premier train "InterRegio" vers Cologne, puis, à partir de 1991, les trains InterCity (IC) vers Karlsruhe et Cologne, en passant par le Stadtbahn et Hambourg. En 1992 on prolongea la ligne de Hambourg vers Dresde et Prague. On transforma le rapide de Munich, qui datait encore du temps des trains de transit de la RDA, en IC, afin qu'il puisse rouler sur le Stadtbahn.
À partir du 4 juillet 1993, on installa des caténaires jusqu'à Zoo, câbles aériens qui atteignaient Ostbahnhof déjà depuis 1987. En même temps on introduisit les nouveaux express InterCityExpress (ICE) sur le Stadtbahn.

### Dernière rénovation
En octobre 1994 on entama à nouveau de nouveaux travaux sur le Stadtbahn en renforçant les viaducs par des plaques de béton, qui pouvaient supporter maintenant quatre voies. Le trafic de grandes lignes fut interrompu entre la gare du Zoo et la gare de l'Est, laissant provisoirement leurs voies aux S-Bahn. Le 25 mars, on rétablit le trafic. Aux côtés des deux, bientôt trois, lignes d'ICE et d'IC furent mises en place cinq lignes des express régionaux.
Jusqu'à l'été 2006, la Stadtbahn était la ligne principale de Berlin pour les grandes lignes, qui pour la plupart s'arrêtaient à Zoologischer Garten et Ostbahnhof. Avec la fin des travaux de la gare centrale, le trafic nord-sud emprunte maintenant le nouveau tunnel en direction de Südkreuz tandis que les trains grandes lignes est-ouest ne s'arrêtent plus qu'à la gare de l'Est. Zoologischer Garten a été transformée en gare régionale.